# Separatista helicoides
Separatista helicoides là một loài ốc biển, là động vật thân mềm chân bụng sống ở biển thuộc họ Capulidae.

## Phân bố
Loài này có ở Ấn Độ Dương dọc theo vùng bể Mascarene.